# La Cogula
La Cogula és una muntanya de 406 metres que es troba al municipi d'Ulldecona, a la comarca del Montsià. Aquesta muntanya forma part d'un estrep de la Serra del Montsià. Hi ha un assentament del Primer Ferro destruït en part, a causa de la construcció del camí. Al cim hi ha un vèrtex geodèsic, i un altre molt pròxim.
Aquest cim està inclòs al llistat dels 100 cims de la FEEC